# Adrien Jaquerod
Pour les articles homonymes, voir Jaquerod.
Adrien Jaquerod (né le 11 avril 1877 à Genève et mort le 21 décembre 1957 à Neuchâtel) est un physicien suisse.
Professeur de physique expérimentale à l'université de Neuchâtel, il travaille sur les applications liées à l'horlogerie.
Il est le fondateur et président de la Société suisse de chronométrie et le créateur du Laboratoire suisse de recherches horlogères (LSRH) — future partie du Centre électronique horloger (CEH) puis du Centre suisse d'électronique et de microtechnique (CSEM) — à Neuchâtel.